# Diulița, Kărdjali
Diulița (în bulgară Дюлица) este un sat în comuna Kirkovo, regiunea Kărdjali,  Bulgaria. 

## Demografie
Componența etnică a satului Diulița
     Turci (95,6%)
     Nicio identificare (4,39%)
     Altele (0%)
La recensământul din 2011, populația satului Diulița era de 273 locuitori. Din punct de vedere etnic, majoritatea locuitorilor (95,6%) erau turci. Pentru 4,39% din locuitori nu este cunoscută apartenența etnică.